# Гільтіне

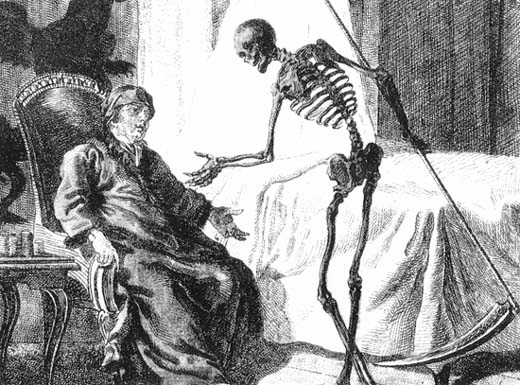
Гільтіне з косою наближається до людини

Гільтіне́ (лит. Giltinė — «смерть», «символ смерті», лит. giltens, dziltine) — в литовській міфології — богиня смерті, скелет з косою, який ходить по світу, задушуючи людей або зкручуючи їм шию під час різних повальних хвороб.
У джерелах XVII століття Гільтіне розглядали як богиню чуми, а у фольклорі та повір'ях — як дух смерті. Німецький історик XVII століття Матфей Преторіус відносив її до числа богів гніву та нещастя.
Гільтіне згадувалася в описах похоронних обрядів. Її основним атрибутом була коса.
На думку Преториуса, богиня Гільтіне була відома і пруссам.